# 影山头遗址
影山头遗址，是位于江苏省泰州市兴化市林湖乡魏庄西村的新石器时代遗址。2011年12月30日，被公布为江苏省文物保护单位。